# Treurend ouderpaar
Treurend ouderpaar (Trauerndes Elternpaar) is een beeldengroep ontworpen door de Duitse kunstenares Käthe Kollwitz en in hardsteen uitgehouwen door August Rhades (vaderfiguur) en Fritz Diederich (moederfiguur). De beelden bevinden zich op de Duitse soldatenbegraafplaats van Vladslo. 

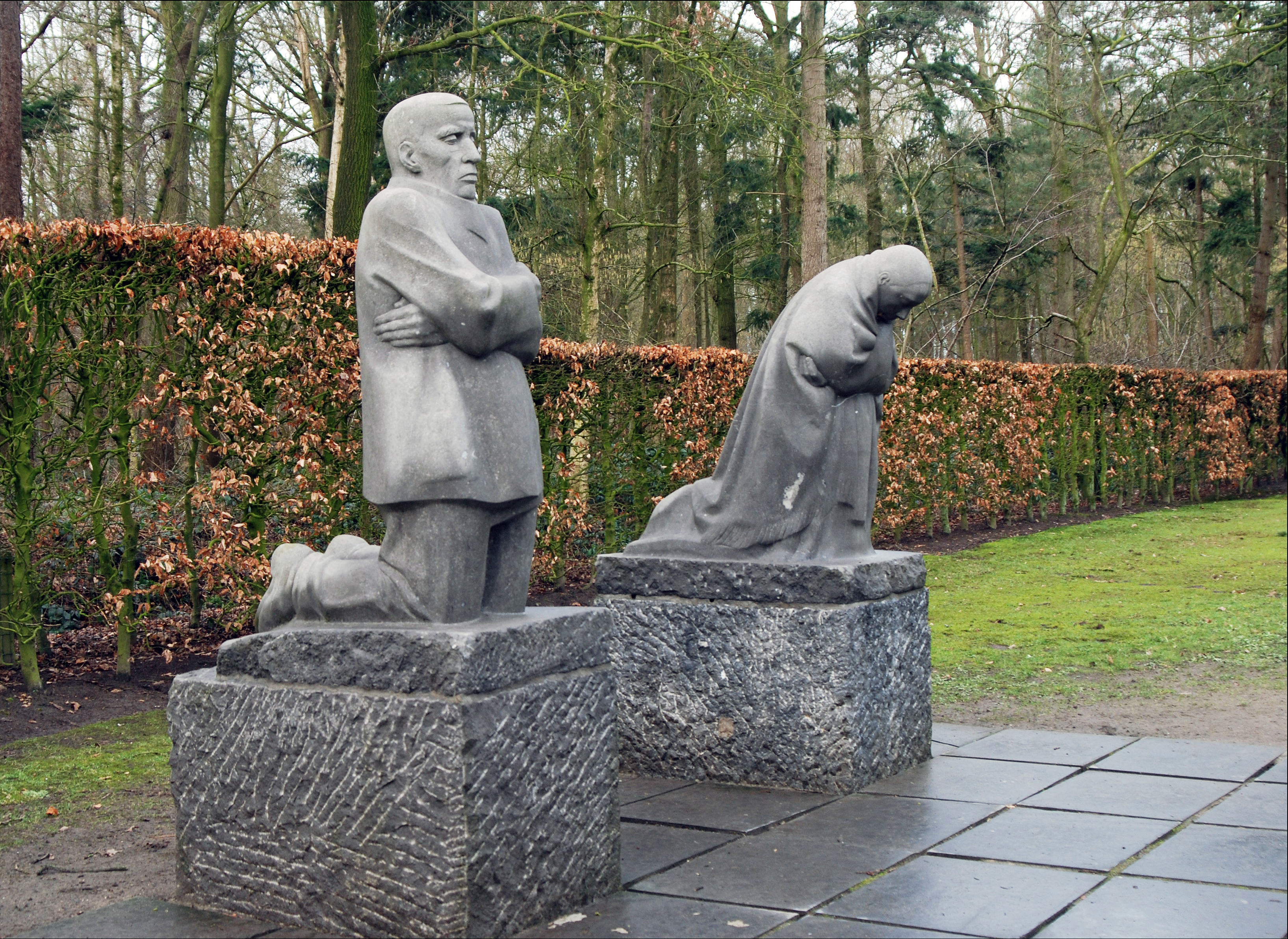
Treurend ouderpaar

## Ontstaan

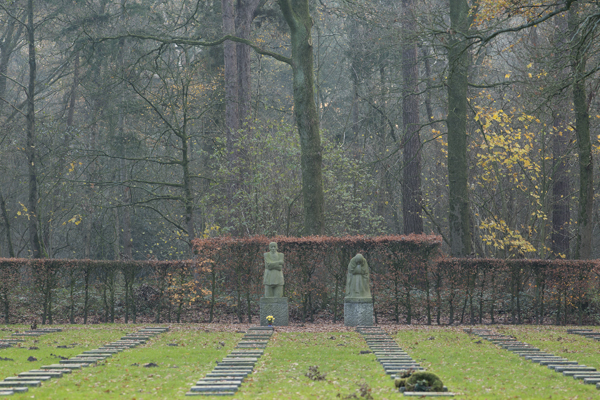
Deutscher Soldatenfriedhof Vladslo

Peter Kollwitz, zoon van Käthe en haar man Karl, had bij het uitbreken van de Eerste Wereldoorlog vrijwillig dienst genomen. Hij sneuvelde bij Esen in de nacht van 23 op 24 oktober 1914 en werd ter plaatse door zijn kameraden begraven. Zijn ouders vernamen het nieuws pas een maand later. Al in december 1914 vatte Kollwitz het plan op om een herdenkingsmonument voor haar zoon te maken. Toch zou het nog vele jaren duren alvorens ze Treurend ouderpaar zou voltooien. Zelf gaf ze het werk de titel Die Eltern. In juli 1932 werden de beelden geplaatst op de Duitse begraafplaats op het Roggeveld bij Esen, waar Peter Kollwitz oorspronkelijk begraven lag. In 1956 werd die begraafplaats geruimd, en verhuisde de beeldengroep samen met de stoffelijke resten mee naar Vladslo. De beelden werden achteraan op de begraafplaats gezet.

## Beschrijving
De man (vader) zit bewegingsloos rechtop met de armen over elkaar tegen het lichaam aangedrukt, de jas strak rond het lichaam getrokken. Het gelaat heeft een sterk gesloten uitdrukking, met diepliggende ogen, de mondhoeken naar beneden getrokken. De vrouw (moeder) rechts van hem, zit helemaal voorovergebogen met neergeslagen ogen. Ze is gehuld in een lang kleed, haar sjaal strak aangetrokken, de armen eveneens tegen het lichaam aangedrukt. De vader en moeder kijken niet alleen naar hun zoon, die vlak voor hen begraven ligt, maar tegelijk naar alle andere slachtoffers van de oorlog. Niets wijst erop dat ze hun verdriet met elkaar delen. Integendeel, twee tegels afstand suggereren eenzaamheid, er is geen verbinding, geen onderlinge troost. Ze zijn een universeel symbool geworden van diepe droefheid en een stille aanklacht tegen de wreedheid van de oorlog.

## Status
Zowel de Duitse begraafplaats als Treurend ouderpaar zijn sinds 1997 beschermd als monument.

## Replica
In 2018 werd een replica gemaakt van het Treurend Ouderpaar, dat na een "vredestocht" doorheen Europa geplaatst werd op het Duits-Russische soldatenkerkhof van Rzjev, waar de kleinzoon van Käthe Kollwitz ligt.